# 2: Voodoo Academy
2: Voodoo Academy è un film del 2012 diretto da David DeCoteau.
È il sequel del film del 2000 Voodoo Academy diretto dallo stesso regista. Scritto da Charlie Meadows, viene pubblicato in versione originale il 2 ottobre 2012 negli Stati Uniti d'America, a seguire in Germania mentre in Italia è inedito.

## Trama
Un gruppo di giovani viaggiatori passano per una strada secondaria, perché la principale è bloccata da alberi caduti. Si fermano per una notte nella casa di Sebastian. La casa però non è quel che sembra di essere, perché ha una storia di vudù, caos e morte e i nuovi arrivati sono carne per la casa affamata.